# Теория фундаментальных причин
В 1995 году Джо К. Фелан и Брюс Г. Линк разработали теорию фундаментальных причин. Эта теория пытается объяснить, почему связь между социально-экономическим статусом (СЭС) и различиями в уровне здоровья сохраняется с течением времени, особенно после того, как болезни и состояния, которые ранее считались причинами заболеваемости и смертности среди людей с низким СЭС, исчезли. Теория утверждает, что между СЭС представляет собой фундаментальную причину неравенства в здоровье и смертности, и люди с высоким СЭС используют различные ресурсы, в том числе деньги, знания, престиж, власть и полезные социальные связи для охраны своего здоровья. Эти ресурсы универсальны и могут быть использованы независимо от того, какие механизмы возникновения болезней актуальны в данный момент времени. Другими словами, несмотря на достижения в методах скрининга, вакцинации или любых других технологиях или знаниях в области здравоохранения, основной факт заключается в том, что людям из сообществ с низким СЭС не хватает ресурсов для защиты и/или улучшения своего здоровья.

## Ключевые характеристики
Согласно Линку и Фелан, фундаментальная социальная причина неравенства в здоровье характеризуется следующим:
1. Причина влияет на множество болезней
2. Причина влияет на исход заболевания через множество факторов риска .
3. Причина включает в себя доступ к ресурсам, которые могут помочь избежать рисков для здоровья или свести к минимуму последствия заболевания после его возникновения.
4. «Связь между фундаментальной причиной и здоровьем воспроизводится с течением времени посредством замены промежуточных механизмов»[2]

По этим критериям СЭС является основной причиной неравенства в здоровье. Другими примерами фундаментальных причин могут выступать расизм и стигматизация.